# Fries kaatsspel

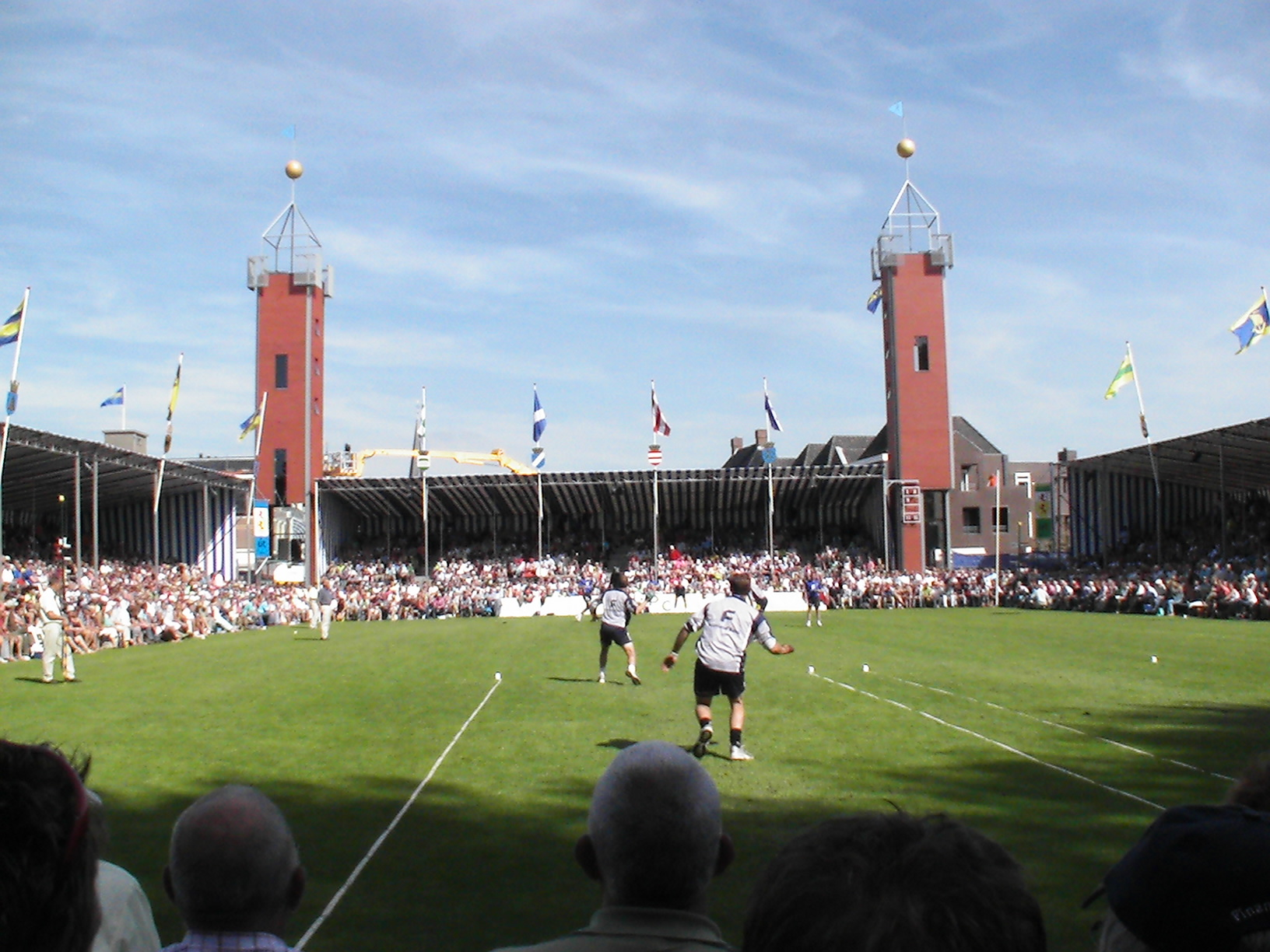
Overzicht kaatswedstrijd vanaf de perkzijde.

Het Friese kaatsspel is de Nederlandse variant van het kaatsen met de handpalm, dat zich in verschillende West-Europese landen vanuit het 12e-eeuwse jeu de paume in een eigen vorm heeft ontwikkeld. Voor de Nederlandse variant heeft de in 1897 opgerichte KNKB als basis voor uniformering het kaatsspel genomen zoals dat omstreeks 1900 in het noordwestelijk deel van Friesland werd beoefend. Een kaatspartij wordt gespeeld op gras door twee parturen van drie personen. Zowel bij opslag als terugslag is het de kunst de bal binnen het speelveld buiten het bereik van de tegenstander te slaan. Een kaatswedstrijd wordt meestal in toernooivorm gespeeld. Een partuur is pas winnaar als het zo’n drie tot zes partijen heeft gewonnen.

## Voorgeschiedenis
In de 16e en 17e eeuw werd er in Nederland nog volop gekaatst door adel en gegoede burgerij in overdekte kaatsbanen. Het volk kaatste in de openbare ruimte op straten en pleinen, maar vanwege de overlast werd die vorm van kaatsen verboden en verbannen naar het platteland. Rond 1700 was de animo voor kaatsen sterk teruggelopen en het kaatsen met de handpalm werd alleen nog gespeeld in delen van Zuid-Holland, in West-Friesland en in het noorden en westen van Friesland. 
In de 18e eeuw werden kaatswedstrijden vaak door herbergiers georganiseerd zo dicht mogelijk bij hun herberg. Ze lokten de beste spelers met aantrekkelijke prijzen zoals een zilveren of gouden bal of zilveren voorwerpen, zoals lepels, messen of een tabaksdoos. Hoe meer toeschouwers erop afkwamen, des te groter de omzet van de herbergier. Het spel verruwde en er waren soms vechtpartijen. Door de slechte economische omstandigheden na 1845 liep de belangstelling voor kaatsen terug, ook in Friesland. Om dat tij te keren en de verruwing tegen te gaan vormden in 1853 enkele notabelen in Franeker een permanente commissie met als doel de bevordering en instandhouding van het kaatsspel. Vanaf 1870 werden in verschillende dorpen en steden kaatsverenigingen opgericht en er ontstond de behoefte aan een overkoepelende bond, zoals dat ook bij andere sporten het geval was. Die kwam er in 1897 en deze Nederlandse Kaatsbond zorgde onder meer voor uniformering van de spelregels.

## Uniformering spelregels
Als basis voor de uniformering van de spelregels nam de bond het kaatsspel zoals dat in het noordwesten van Friesland werd gespeeld. De bond noemde het dan ook het Friese kaatsspel. Toen men in 1920 probeerde de kaatsverenigingen van Zuid-Holland lid te maken stuitte dat op een afwijzing, omdat die niet wilden overgaan naar het Friese kaatsspel, maar de eigen speelwijze wilden behouden. Hetzelfde gold voor de Noord-Hollandse verenigingen. Bij veldindeling, speelwijze en puntentelling lagen de voornaamste verschillen.
Ook binnen Friesland bestond er een variant die afweek van het Friese kaatsspel: het Dokkumer kaatsen, dat in die stad en de Dongeradelen werd gespeeld. Ze gebruikten als hulpmiddel een muur bij de opslag en hanteerden een andere puntentelling.

## Het partuur
Een partuur bestaat uit drie spelers en kan op verschillende manieren worden geformeerd. 
- Vrije formatie: drie spelers uit dezelfde klasse geven zich op als partuur. Voor deze parturen is er een puntensysteem (ranking) gebaseerd op hun deelname aan vrijeformatiewedstrijden.
- Uitnodigingswedstrijd: spelers worden uitgenodigd als volledig partuur of individueel vanwege hun functie in een partuur.
- Afdelingswedstrijd: spelers worden namens hun vereniging afgevaardigd.
- Door elkaar loten: spelers geven zich individueel op en de parturen worden door loting samengesteld.

Aan een wedstrijd moeten ten minste acht parturen deelnemen. De volgorde op de wedstrijdlijst wordt door loting bepaald. Nummer 1 speelt in de eerste ronde (omloop) tegen nummer 2 enzovoort.
Een partuur is afwisselend opslagpartuur en perkpartuur. Het partuur met het laagste nummer op de wedstrijdlijst begint met de opslag. Bij de opslag maakt het niet uit wie van de drie begint als opslager, maar als het perkpartuur een kaats heeft geslagen (een voorlopig onbesliste slag) dan moet de opslag door een ander worden overgenomen. Van het perkpartuur nemen twee spelers plaats in het perk, de derde staat er buiten. Na elke slag mogen de spelers van het perkpartuur van plaats wisselen.

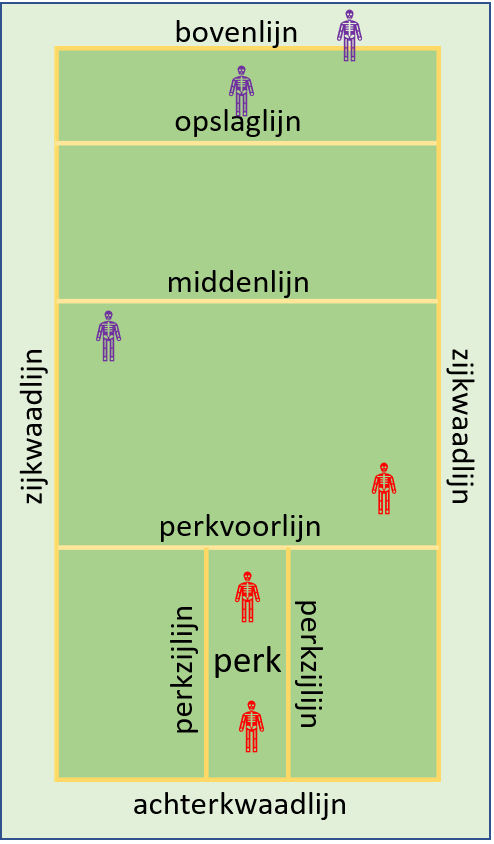
Kaatsspeelveld met belijning en opstelling

## Speelwijze en verkorte spelregels
Op een grasveld wordt met kunststof lijnen van ongeveer 4 centimeter breed een speelveld uitgezet van 61 meter lang en 32 meter breed. Daarbinnen ligt het vak voor het opslagpartuur tussen de bovenlijn en de perkvoorlijn. In de beginopstelling staat de opslager van het opslagpartuur enkele meters voor de opslaglijn recht tegenover het perk, de tweede speler staat bij de bovenlijn en de derde in de buurt van de middenlijn. Van het perkpartuur staan twee spelers in het perk (een voorinse en een achterinse), de derde staat strategisch opgesteld in het opslagvak.

De opslager neemt een aanloop tot de opslaglijn en slaat onderhands met de blote hand de bal naar het perk. Als de bal buiten het perk belandt (voor, naast of achter) wint het perkpartuur twee punten. Als de bal in het perk geplaatst wordt, slaat een van de perkspelers bovenhands of onderhands, meestal met handschoen aan, de bal terug.
Er zijn dan vier mogelijkheden. 
- een van de perkspelers slaat de bal over de bovenlijn (bovenslag), het perkpartuur wint twee punten.
- de perkspelers slaan de bal niet voorbij de perkvoorlijn (zitbal), het opslagpartuur wint twee punten.
- de perkspelers slaan de bal in het opslagvak. De spelers van het opslagpartuur kunnen dan de bal terugslaan. Er kan een slagenwisseling ontstaan (tussenspel) tussen perkpartuur en opslagpartuur.[6] Als de bal ten slotte alsnog over de bovenlijn of achter de perkvoorlijn belandt, krijgt het betreffende partuur de twee punten.
- de bal blijft ergens in het opslagvak liggen en deze onbesliste slag heet kaats. Op de plek waar de bal ligt wordt een wit blokje geplaatst. Een tweede kaats wordt gemerkt met een rood blokje en dan wisselen de parturen van vak.[7] Dan mag het perkpartuur (het eerdere opslagpartuur) proberen de bal verder te slaan dan die kaats. Lukt dat dan wint het de twee punten, weet het opslagpartuur (het eerdere perkpartuur) dat te verhinderen dan wint dat de twee punten.

Als een bal - zonder stuit binnen het speelveld - buiten de kwaadlijnen wordt geslagen is de bal ‘kwaad’ en krijgt het andere partuur de twee punten.
De leiding van een kaatswedstrijd is in handen van een kaatsscheidsrechter. Hij ziet erop toe dat er volgens de (gedetailleerde) spelregels wordt gespeeld. Hij wordt daarbij ondersteund door een aantal keurmeesters, die o.a. beslissen over de plaats waar de op-, uit- of teruggeslagen bal is terechtgekomen. Zij bepalen ook de plaats waar de kaats moet worden aangemerkt met een blokje en beslissen over het al of niet gepasseerd zijn van de kaats. Ze hebben meestal een vaste plaats bij de bovenlijn, de opslaglijn, de zijkwaadlijnen, de perkvoorlijn en de perkzijlijnen.

## Opeenvolgende spelmomenten

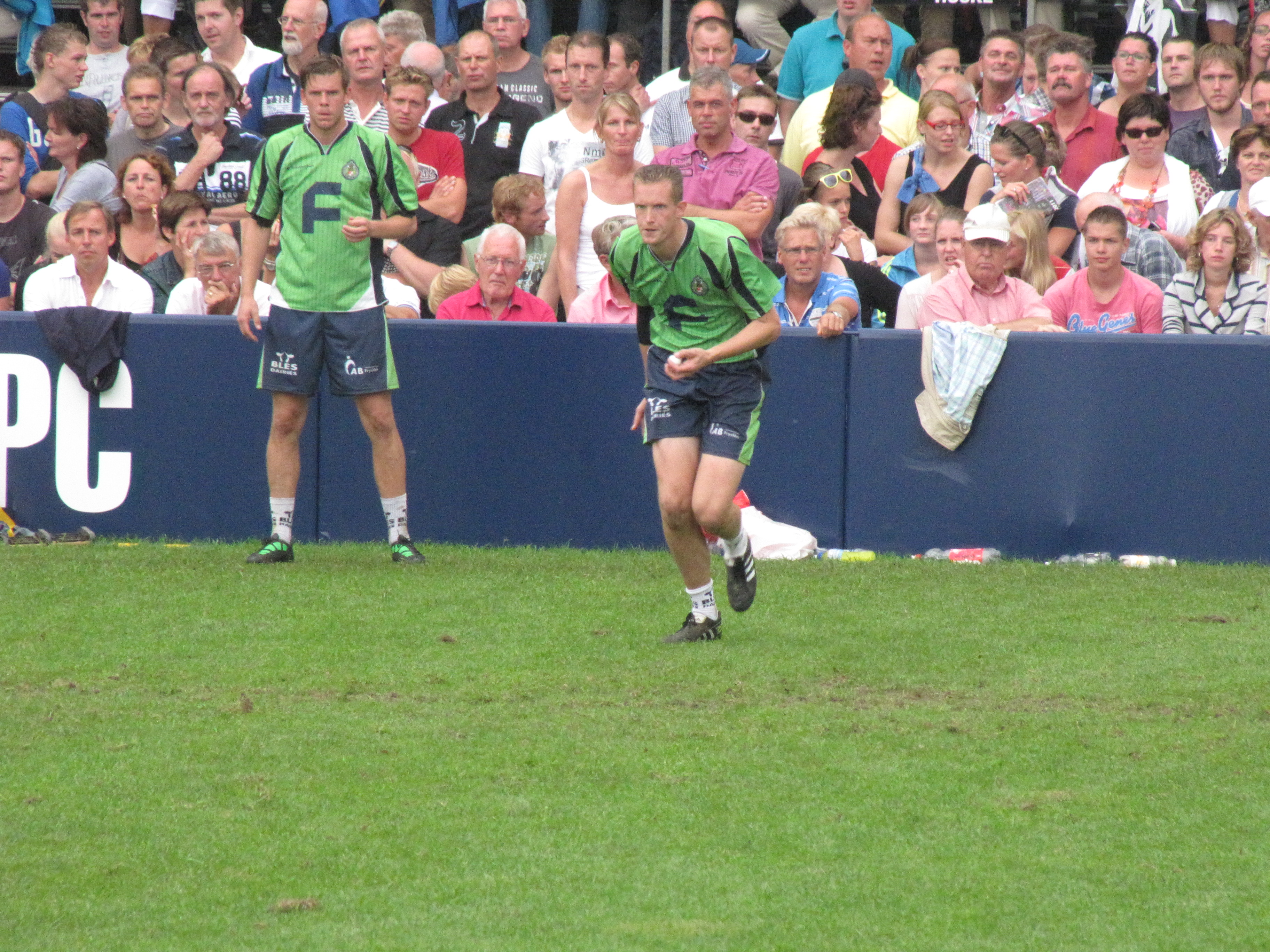
Opslager neemt zijn aanloop
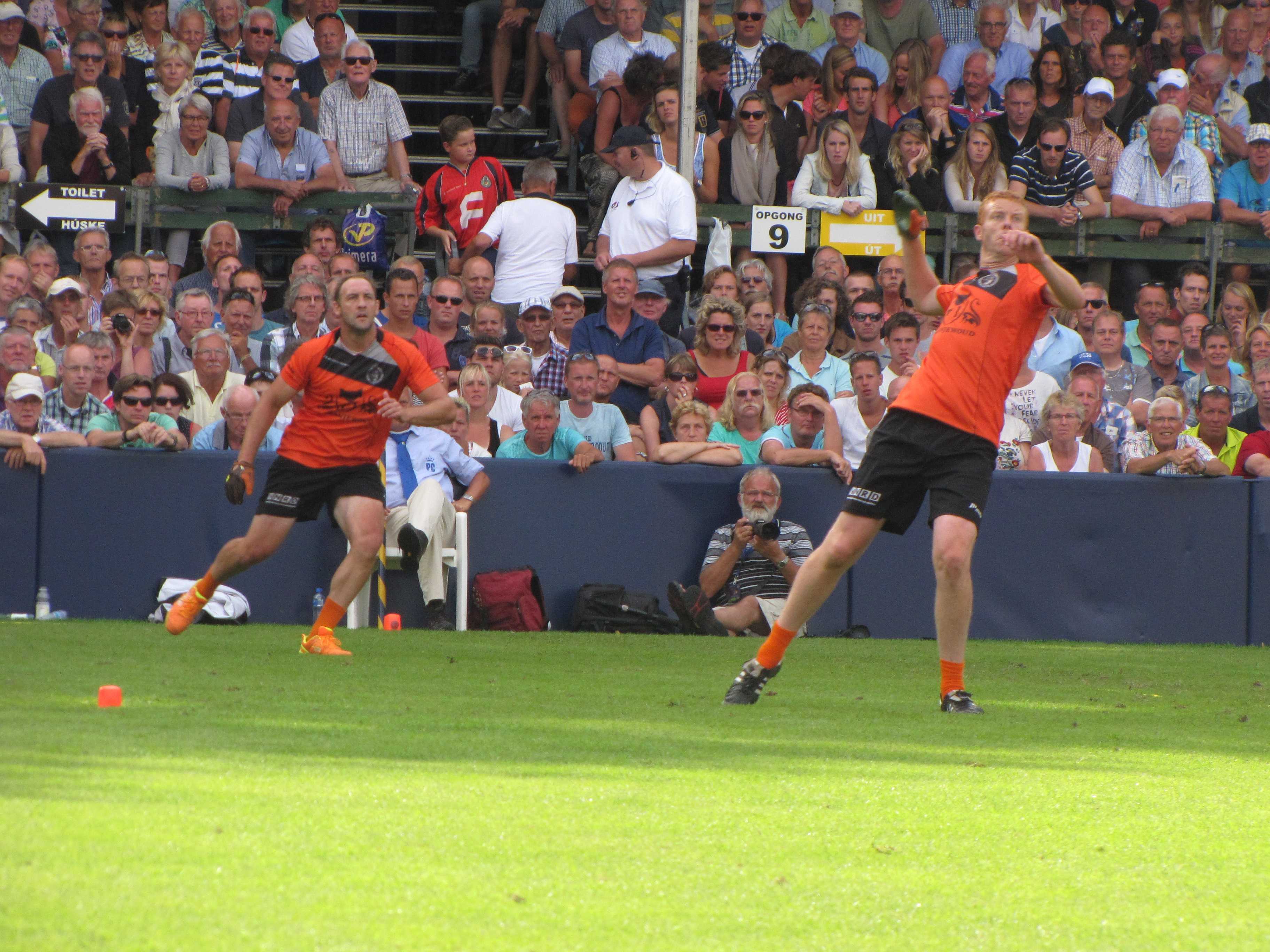
Perkspelers zien de bal aankomen
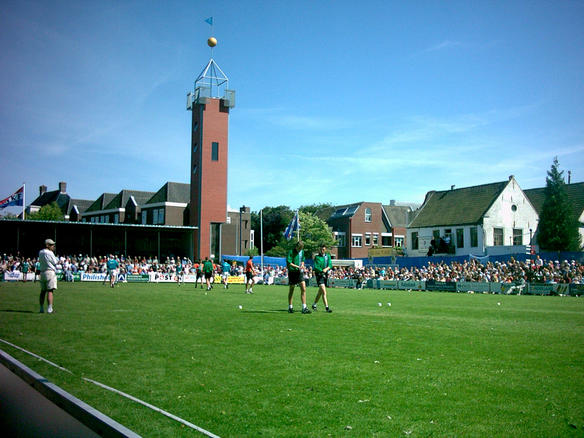
Parturen wisselen van plaats
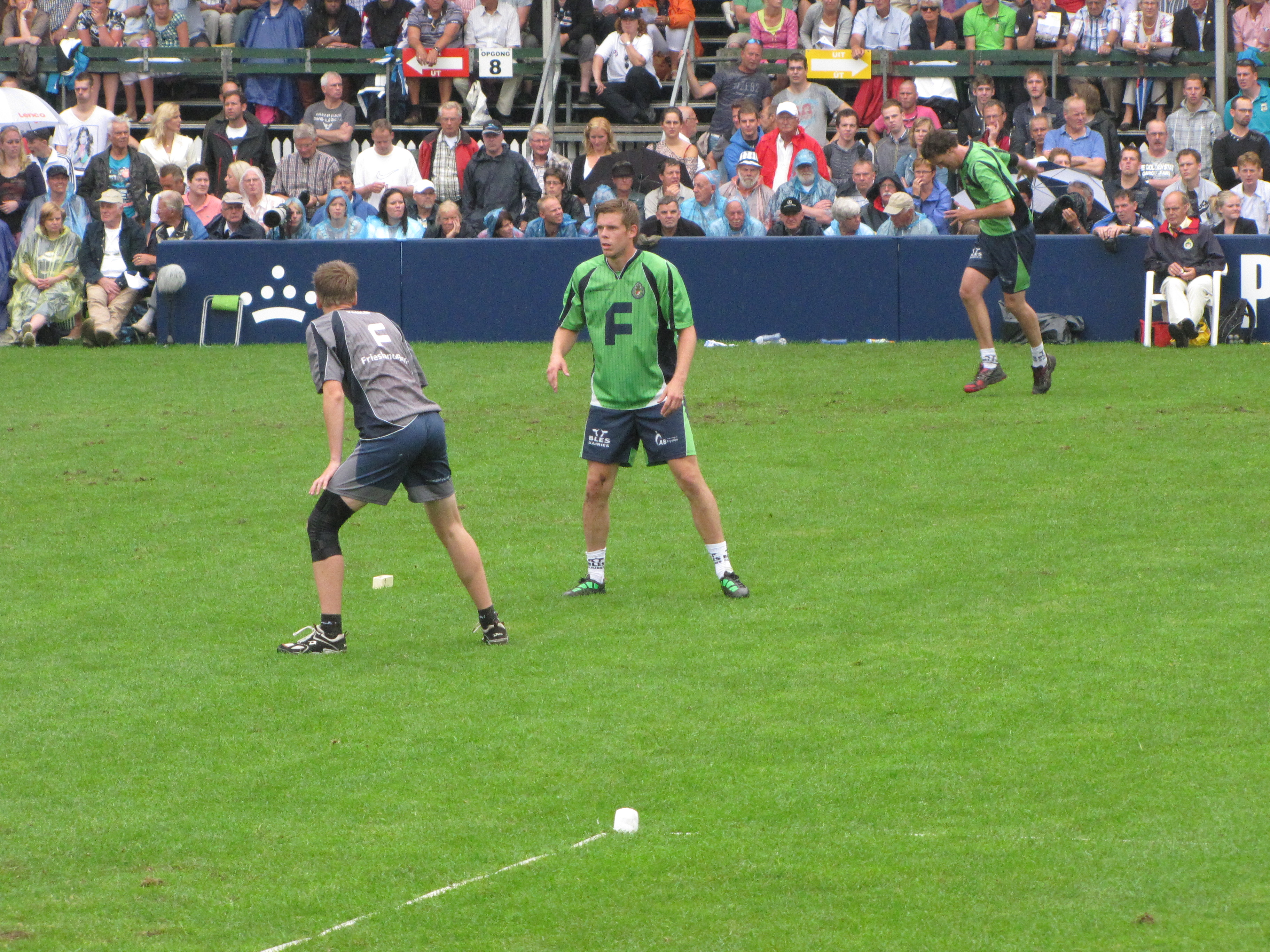
Strijd om de kaats bij het witte blokje
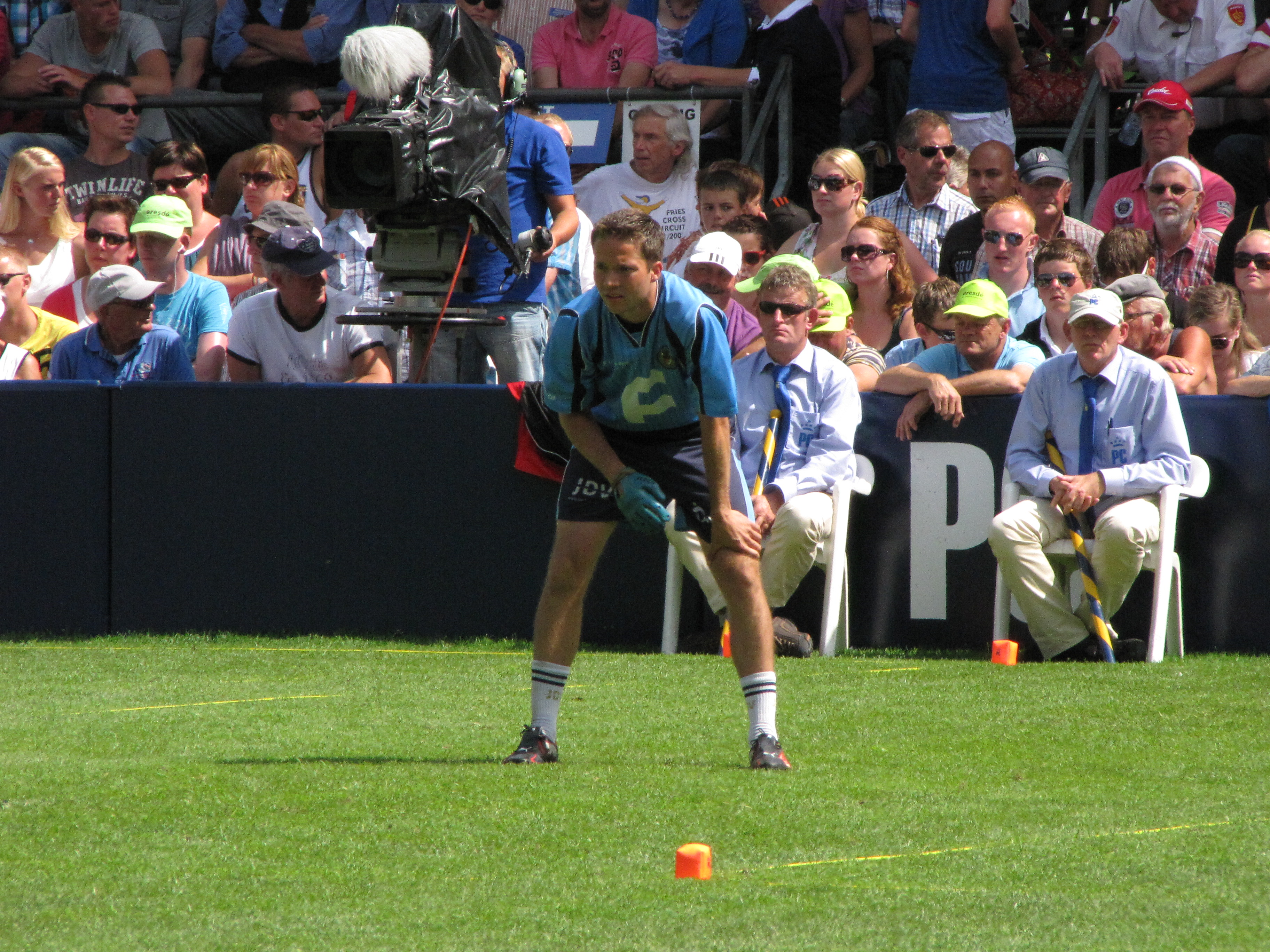
Keurmeesters bij de perkzijlijnen

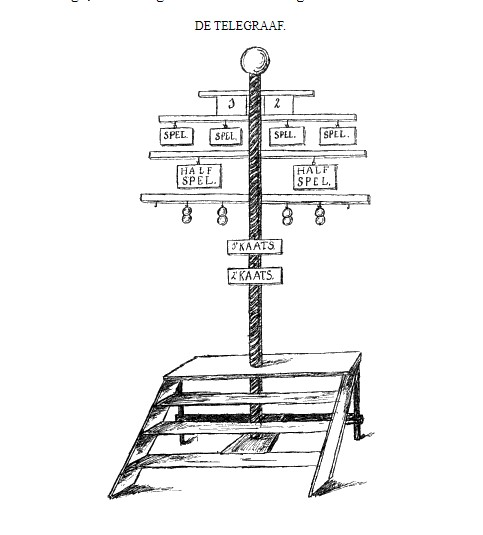
Op de telegraaf wordt tijdens de wedstrijd de stand bijgehouden

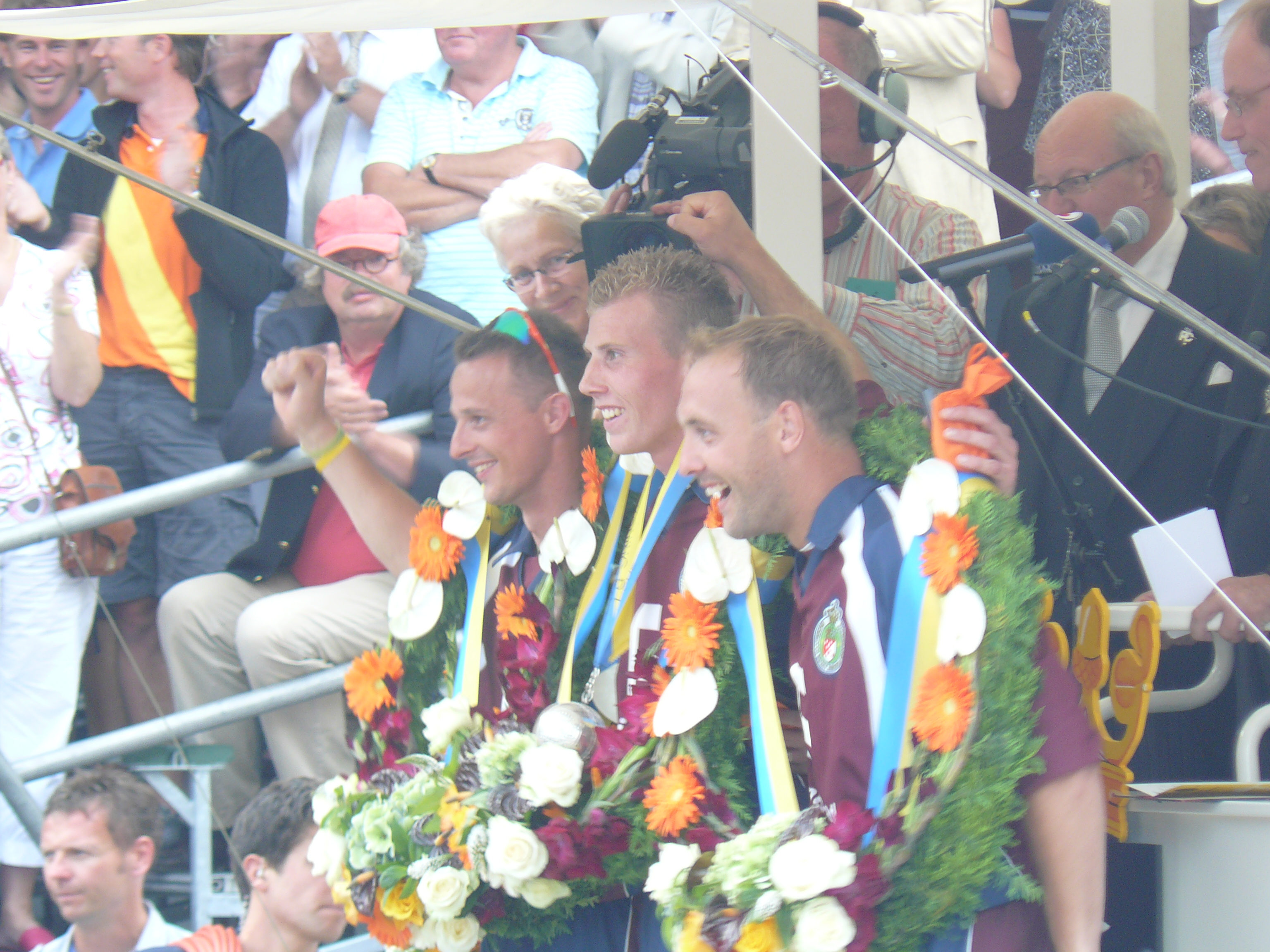
De winnaars

## Puntentelling
Vier winnende slagen (2-4-6-8) leveren een partuur een eerst (of half spel) op. Twee eersten heet een spel. De partij is gewonnen door het partuur dat als eerste drie spellen heeft verzameld. De puntentelling wordt tijdens de wedstrijd bijgehouden door een telegrafist op de zogenoemde telegraaf, zodat iedereen de stand van de wedstrijd kan volgen. De bordjes voor het partuur dat de opslag begint zijn rood gemarkeerd, die van het perkpartuur wit. Als de parturen van vak wisselen wordt de telegraaf gedraaid. Op de onderste horizontale arm worden per partuur met drie dubbele ballen de eerste zes punten binnen een eerst bijgehouden. Als een partuur de acht volmaakt, hangt de telegrafist voor dat partuur aan de middelste arm een bordje met eerst (of half spel) en haalt voor beide parturen de dubbele ballen weg. Als een partuur een spel bereikt haalt de telegrafist het bordje van de middelste arm en hangt aan de bovenste arm het bordje spel. 
Als er een onbesliste slag is hangt de telegrafist een bordje met kaats aan de verticale paal.
Als beide partijen gelijk opgaan en vijf eersten hebben verzameld hangen aan beide kanten van de telegraaf drie bordjes. Als dan in de strijd om het laatste eerst de stand 6-6 wordt, is het toppunt van spanning bereikt: alles aan de hang. Het partuur dat dan de laatste slag binnenhaalt is de winnaar.

## Belangrijke wedstrijden
PC

Verreweg de belangrijkste wedstrijd is de PC die jaarlijks wordt gespeeld op de vijfde woensdag na 30 juni in Franeker op het Sjûkelân. De organisatie gebeurt door de PC-commissie in samenwerking met de KNKB.

Bondswedstrijd

De belangrijkste wedstrijd van de KNKB is de jaarlijkse de Bondswedstrijd op tweede pinksterdag. Elke aangesloten vereniging kan daar een partuur naar afvaardigen. In 1980 deden maar liefst 88 parturen mee, het grootste aantal ooit.

Freulepartij
 
Vanaf 1903 is in Wommels op initiatief van freule Clara Jacoba de Vos van Steenwijk de kaatspartij voor jongens van 13-16 jaar gehouden, die sindsdien ‘De Freule’ wordt genoemd. Deze wedstrijd wordt in de week na de PC voor mannen gespeeld.

Jong Nederland

Op initiatief van de afdeling Pingjum is sinds 1910 jaarlijks de Jong Nederlandpartij gehouden voor junioren van 17-20 jaar.
Heren die in hun carrière bovenstaande vier wedstrijden een keer hebben gewonnen krijgen het Klavertje Vier.
Frouljus PC

Voor vrouwen is sinds 1977 de belangrijkste jaarlijkse wedstrijd de Frouljus PC in Weidum. Vindt drie weken na de PC voor mannen plaats.

NK Dames

In 1978 is het Nederlands Kampioenschap voor dames ingesteld.

Ald-Meijers partij

Voor meisjes van 14-16 jaar is er sinds 1997 jaarlijks de Ald-Meijerspartij in Hitzum, waarvan de organisatie in handen is van kaatsvereniging De Eendracht te Harlingen.

Jonge Famme partij. 

Voor meisjes van 17-21 jaar is er de Jonge Famme partij (Jonge Meisjespartij) in Mantgum.
Dames die in hun carrière bovenstaande vier wedstrijden een keer hebben gewonnen krijgen de Vier Wimpels.

## Kaatsspreekwoorden en gezegden
Wie kaatst moet de bal verwachten: wie aanvalt moet rekenen op tegenstand.

Kaets of min en heeft geen val sonder overgaenden bal (Cats): voor het kaatsspel en de liefde zijn twee partijen nodig.

De kaats winnen: een voordeel behalen.

De kaats missen: falen.

Wie van het dak niet kan kaatsen blijve buiten de baan: wie niet deskundig is moet zich er niet mee bemoeien.

De ballen betalen waar men niet heeft gekaatst: moeten betalen zonder dat men waar voor zijn geld heeft gekregen.

Iemand als kaatsbal gebruiken: naar willekeur met iemand handelen.

De beste kaatser slaat wel eens een bal mis: ook de bekwaamste maakt wel eens een fout.